# Rodeo chileno
El rodeo es un deporte ecuestre típico de Chile, donde es reconocido como «deporte nacional» desde 1962. Es desarrollado dentro de un recinto con forma de circunferencia llamado medialuna y su objetivo es que una «collera» —integrada por dos jinetes y dos caballos— logre detener a un novillo en una zona llamada «atajada».
Es realizado en Chile desde la época colonial, por lo que está entre las más típicas fiestas campesinas chilenas. Anualmente es disputado el Campeonato Nacional de Rodeo en la Medialuna Monumental de Rancagua, respectivamente el principal torneo y estadio de este deporte, con representantes de diversos lugares del país.

## Descripción
El rodeo chileno se desarrolla en las zonas rurales de Chile, sobre todo en la zona central, siendo una fiesta rural. No obstante la ubicación de los principales recintos de este deporte, llamados medialunas, están construidas en las grandes ciudades de Chile. Esto se debe a la expansión del rodeo a mediados del siglo xx.
Consiste en que una «collera», compuesta por dos huasos y dos caballos, debe detener un novillo en tres oportunidades obteniendo distintos puntajes. El máximo puntaje es la atajada de ijar que otorga 4 puntos buenos, luego la atajada de paleta libre que otorga 3 puntos buenos y finalmente la atajada de paleta que otorga 2 puntos buenos. También se otorgan puntos malos cuando los jinetes realizan tijeras o pasadas al apiñadero.
Actualmente, este deporte se encuentra regido por una estricta reglamentación que, entre otras normas, establece que solo podrán competir caballos chilenos inscritos, montados por jinetes con atuendo de huaso completo. La temporada oficial se inaugura en agosto y se desarrolla hasta abril, con alrededor de 320 rodeos que se desarrollan en distintos lugares de Chile. La temporada termina con el Campeonato Nacional de Rodeo Chileno, que se realiza todos los años en la Medialuna Monumental de Rancagua y a este campeonato asisten los mejores jinetes y caballos que hayan clasificado durante la temporada.

## Historia

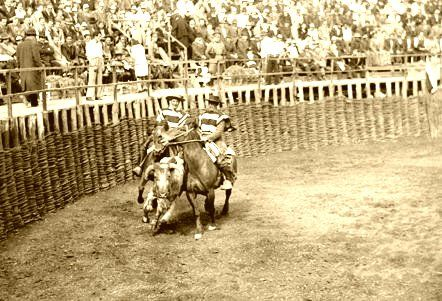
Disputa de un rodeo en 1931, en la comuna de Marchigüe.

El nacimiento del rodeo chileno se remonta al siglo XVI durante el mandato del gobernador García Hurtado de Mendoza, un oficial de caballería capacitado en adiestramiento y juegos de destreza. Era, además, un gran admirador del arte ecuestre moro. En esos años el ganado que había en Chile no estaba bien identificado y era muy común que se perdiera. Para que lo anterior no ocurriera, dicho gobernador ordenó que cada 24 y 25 de julio, fiesta del Apóstol Santiago, patrono de la ciudad, se reuniera el ganado en lo que hoy es la Plaza de Armas de Santiago para ser marcado y seleccionado. Posteriormente este rodeo se hizo obligatorio, pero la fecha se cambió para el 7 de octubre, día de San Marcos. El objetivo se mantenía, pero ya se exigió que la labor de traslado a los diferentes corrales la hicieran jinetes en caballos adiestrados.
A fines del siglo XVII el rodeo se comenzó a reglamentar. Se practicaba en una pista rectangular que tenía una longitud de 75 metros. Los jinetes retiraban el ganado de los corrales y en la pista central debían demostrar todas sus habilidades para apartarlo y conducir el suyo sin ayuda de otros jinetes. Toda esta acción estaba reglamentada y los jinetes más diestros fueron objeto de grandes honores.
En 1860 se impuso la medialuna, similar a la que se corre actualmente, con un apiñadero y dos quinchas, que es el lugar donde los jinetes deben detener el ganado. En esos tiempos en el apiñadero se encerraban treinta o más cabezas de ganado para que cada pareja sacara el ganado de su marca sin ayuda, a diferencia de la actualidad, que el ganado se encuentra en un toril y salen a la cancha en forma aleatoria. La medialuna es una circunferencia de 20 a 25 metros de radio. Anteriormente los rodeos se disputaban en un terreno rectangular que dificultaba mucho la conducción del ganado. Ya en los tiempos del Gobernador García Hurtado de Mendoza se premiaba a los jinetes más avezados en adiestramiento o en lo que hoy se denomina movimiento de la rienda.
Durante el gobierno del general Carlos Ibáñez del Campo, en 1927, se dictó la ley que rige las «corridas en vaca», quedando el rodeo chileno bajo la tutela de la Dirección General de Fomento Equino y Remonta del Ejército de Chile. En 1946 un grupo de visionarios fundó la Asociación de Criadores de Caballares cuyo objetivo fundamental era reglamentar en forma clara y precisa la crianza del caballo de fina sangre chilena y además difundir y controlar el rodeo chileno. El primer presidente fue Alberto Echeñique Domínguez. Se hizo obligatorio que en todo rodeo oficial se corran dos series exclusivas para reproductores de fina sangre chilena, calidad que se determina a través de la inscripción de ellos en los registros genealógicos a cargo de la Sociedad Nacional de Agricultura. Esa ley constituyó el gran dique de contención para evitar que a través del mestizaje desapareciera la raza caballar chilena.
El rodeo fue legitimado como deporte nacional el 10 de enero de 1962, por oficio n.º 269 del Consejo Nacional de Deportes y Comité Olímpico de Chile. A partir del 22 de mayo de 1961 el deporte se rige por la Federación del Rodeo Chileno. En 1986 se fundó la Federación Nacional de Rodeos y Clubes de Huasos de Chile, institución que fue creada para regular el rodeo laboral de Chile. El 8 de abril de 2019, en el marco del 71.er Campeonato Nacional de Rodeo, se creó la Confederación del Rodeo, que agrupa al rodeo federado, al laboral y a diversas federaciones campesinas, con el fin de unificar criterios.
En 1949 se disputó el primer Campeonato Nacional de Rodeo en la ciudad de Rancagua y los primeros campeones fueron los jinetes Ernesto Santos y José Gutiérrez. El máximo exponente en este campeonato es el jinete Juan Carlos Loaiza que ha obtenido el título nacional en nueve oportunidades, le siguen Ramón Cardemil y Eduardo Tamayo, con siete campeonatos cada uno.
A pesar de que el rodeo chileno fue declarado deporte nacional, su desarrollo continúa siendo precario, en términos de financiamiento, políticas de apoyo y promoción. Esto se debe a que, hasta 2009, la federación no recibía ingresos del Instituto Nacional de Deportes de Chile, como el resto de los deportes. Lo anterior se debe a que solo recibían aportes los deportes que representaban a Chile en el extranjero. La Federación del Rodeo Chileno era crítico ante la ausencia de dineros por parte del Estado, justificando que en muchos lugares de Chile que no llegan insumos básicos ya que se encuentran muy alejados y menos llegan eventos deportivos, la gente se entretiene asistiendo a los distintos rodeos que se disputan a lo largo del territorio nacional chileno, ya que es una de las pocas actividades de ocio con que cuentan estas personas. Sin embargo gracias al compromiso y entusiasmo de sus cultores y aficionados, quienes han hecho que el rodeo se mantenga como uno de los deportes más populares de los chilenos a través de los años, sobre todo en las zonas rurales, llegando a ser en 2007 el segundo deporte con más espectadores en vivo en Chile. La popularidad de este deporte en Chile es tal, que en 2004 se contabilizaron más espectadores en rodeos que en partidos de fútbol.
El 25 de noviembre de 2015 la Federación del Rodeo Chileno presentó la Política de Bienestar Animal a los presidentes de asociaciones reunidos en el fundo El Rodeo, declaración que fue firmada por la totalidad de los asistentes, quienes se comprometieron a respetar sus incidencias y velar por su cumplimiento. El objetivo de esta política es resguardar el bienestar de los animales que participan en los rodeos, asegurando que los actores involucrados conozcan y acaten sus responsabilidades en el manejo de los animales.

## Disciplinas
Existen dos disciplinas en el rodeo, las corridas de vaca y el movimiento de la rienda, siendo las corridas las más populares.

### Corridas de vaca

Puntajes según «atajada» del animal.

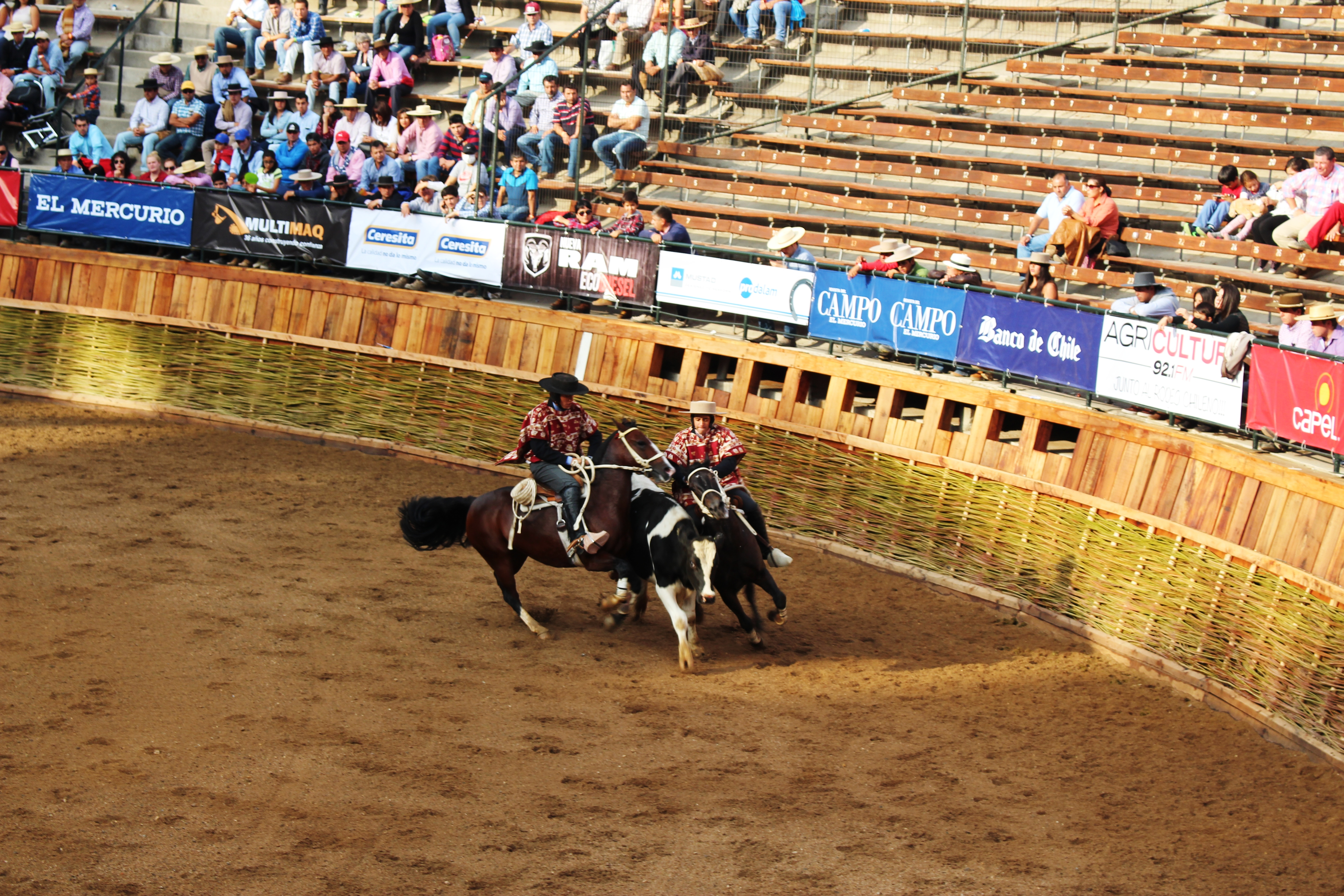
Corrida de vaca durante el Campeonato Nacional de Rodeo.

Una carrera es la faena que realiza la «collera» dentro de la medialuna, lo anterior consiste en lo que a continuación se detalla.
La «collera» espera al novillo dentro del apiñadero a que salga del toril, luego deben dar 2 vueltas dentro del apiñadero. Un integrante de la «collera» debe ir atrás del novillo (arreando) y la otra al costado del novillo (a la mano), esto se mantiene durante toda la carrera. Si la «collera» no cometió ninguna falta dentro del apiñadero, recibe 1 punto bueno.
Posteriormente la «collera» saca al novillo del apiñadero a lo que se llama la cancha, los jinetes deben dirigir el novillo hasta la atajada de la mano de adelante, pasando por la zona de postura que está antes de la atajada. El caballo debe permanecer perpendicular al novillo para poder computar una atajada, de lo contrario no recibirá puntaje en la atajada.
Luego el jinete que va a la mano debe intentar detener el novillo. Si en la zona de postura todo fue correcto y ataja el novillo, este podrá recibir desde 2 a 4 puntos buenos dependiendo del lugar de la atajada. En el caso de que el jinete no lo lograra atajar, el novillo y este sigue su recorrido en dirección al apiñadero, el puntaje recibido será de 2 puntos malos.
Luego el jinete que antes arreaba el novillo cambia la posición con el otro jinete y realizan la misma faena pero en dirección hacia la atajada de la mano de atrás. Posteriormente se vuelve a repetir la faena hacia la mano de adelante y finalmente se entrega el novillo en la puerta de salida.
Una «carrera perfecta» son 13 puntos buenos, esto quiere decir que la «collera» no debe cometer ninguna falta y además realizar todas las atajadas de 4 puntos buenos. Los rodeos se van corriendo por animales, que son como los dos tiempos que tiene cada partido de fútbol. En total son cuatro animales por rodeo, es decir, cuatro corridas, por lo tanto el máximo puntaje en un rodeo puede llegar a ser de 52 puntos, aunque lo máximo que se ha hecho es 48, durante el Campeonato Nacional de Rodeo de 2006 con los hermanos Claudio y Rufino Hernández en los potros «Malulo» y «Estruendo», del criadero Agua de los Campos y Maquena.
También existen faltas en la cancha, que es la parte entre las dos atajadas, la más frecuente es la tijera, que sucede cuando el novillo se devuelve entre los dos caballos.
Las corridas tienen distintas series de clasificación. Las series se clasifican según sexo de los animales y son las siguientes: serie mixta y de criadores, serie caballos, serie yeguas, serie potros y las series libres. Los ganadores de estas series clasifican a la «Serie Campeones» que se disputan los días domingos y es llamada popularmente «Champion». Esta serie se corre en 4 animales (4 etapas) y en cada animal se van eliminando los peores puntajes siendo también acumulativo el puntaje.
Para evitar todo tipo de maltrato animal la federación de rodeo cuenta con una estricta política de bienestar animal, en donde un jinete que no la respeta se arriesga a sanciones deportivas y disciplinarias, poniendo a los involucrados a disposición del tribunal de honor del rodeo.

### Movimiento de la rienda

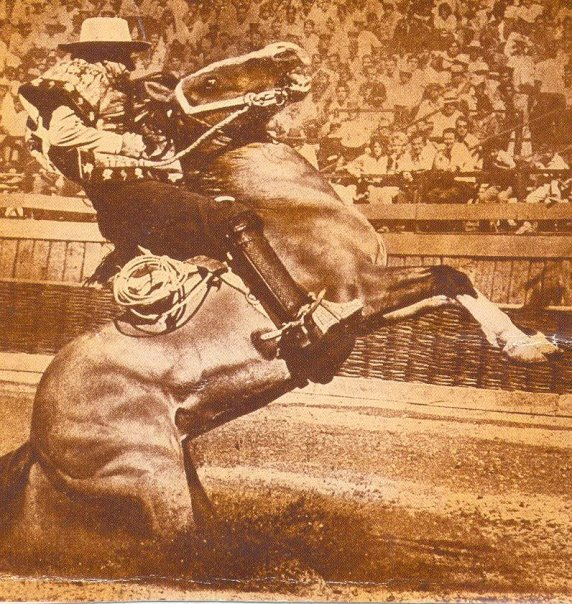
Santiago Urrutia y Cachupín realizando una «entrada de patas» en el Campeonato Nacional de Rodeo de 1973. Juntos fueron campeones de Chile durante cuatro años consecutivos.

El movimiento de la rienda es una disciplina dentro del rodeo, distinta a la corrida de vaca. Es similar a lo que es el adiestramiento dentro de la equitación. En esta prueba caballo y jinete en equilibrio conjunto, son sometidos a distintas pruebas. En ellas, la docilidad y la destreza del caballo sumada la pericia del jinete son los componentes principales de esta prueba que se desarrolla en todos los rodeos. Constituye un número tradicional que figura en las fiestas ecuestres chilenas.
Durante el movimiento de la rienda se disputan un total de ocho pruebas. A la primera prueba se le llama «andares» y en ella el binomio debe realizar marcha, trote, galope y una presentación. Luego se debe realizar la «entrada de patas» (deteniendo completamente al caballo), la «troya» (que es un círculo con un mínimo de dos vueltas cada mano), el «ocho» (galope por un eje de 10 metros en forma de «8»), el «volapié» (girar el caballo sobre una pata para buscar la vuelta con rapidez hasta salir en dirección contraria por la misma línea de la primera arrancada), las «vueltas sobre parado» (también llamado «remolino»), montar y desmontar (sin que se mueva el caballo) y finalmente retroceder. Esta última prueba se debe hacer manteniendo uniforme el movimiento, en línea recta y sin que el caballo abra el hocico.
No todas la pruebas reciben el mismo puntaje. La prueba «andares» tiene un puntaje de 0 a 3 puntos en cada uno de los tres aires de marcha, más la presentación. La «entrada de patas», la «troya», el «ocho», el «volapié» y las «vueltas sobre parado» tienen un puntaje de 0 a 7 puntos, según la ejecución del movimiento. Finalmente, en las pruebas de montar y desmontar y en la de retroceder el puntaje máximo es de 5 puntos.
En el movimiento de la rienda existe la competencia femenina desde antes que en las corridas de vaca, y desde 2005 las mujeres participan en el Campeonato Nacional.
El Campeonato Nacional del Movimiento de la Rienda se realiza el mismo día que el Campeonato Nacional de Rodeo. Este campeonato se realiza desde 1963 y los máximos exponentes son Luis Eduardo Cortés y José Manuel Aguirre, quienes han obtenido el título nacional en once y siete oportunidades, respectivamente.

## La medialuna

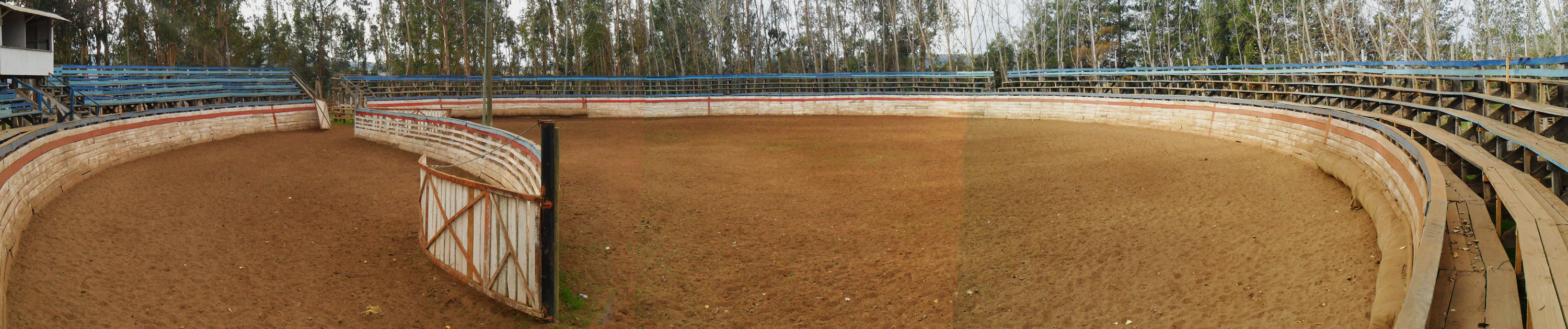
Imagen de una medialuna (medialuna de La Estrella).

La medialuna es el recinto donde se disputan los rodeos. Se impone en 1860, anteriormente se realizaban los rodeos en un corral de forma rectangular lo cual dificultaba mucho la conducción del ganado. Es una circunferencia de entre 20 y 25 metros de radio. A un costado se encuentra el apiñadero, desde donde se inicia la carrera. Cerca de los extremos del apiñadero están las «atajadas», que son conocidas popularmente como «quinchas», miden alrededor de 12 metros de largo y es la zona donde se debe detener al novillo.
En Chile existen alrededor de 500 medialunas pero el gran inconveniente que tienen estos recintos deportivos es que la gran mayoría son antiguas y están en muy mal estado, casi todas están construidas de madera y necesitan ser reparadas frecuentemente. Sin embargo se puede destacar a la Medialuna Monumental de Rancagua y a la Medialuna techada de Osorno como las dos medialunas de mejor nivel que hay en Chile. La Medialuna de Rancagua es el anfiteatro ecuestre más grande de Sudamérica y es uno de los principales centros deportivos del país. Además esta medialuna ha sido testigo de importantes encuentros de tenis, como la despedida de Marcelo Ríos ante Goran Ivanišević el 15 de diciembre de 2004, o el encuentro de Chile y Eslovaquia por la Copa Davis durante los días 10, 11 y 12 de febrero de 2006.

## Campeonato Nacional de Rodeo

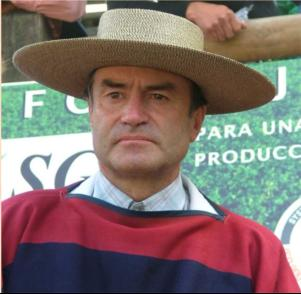
Con nueve campeonatos nacionales ganados Juan Carlos Loaiza es el jinete de rodeo más exitoso de todos los tiempos.

Todos los años se disputa en el mes de abril el Campeonato Nacional de Rodeo Chileno. Este campeonato se disputa en la Medialuna Monumental, ubicada en la ciudad de Rancagua. Es el evento más importante en un año que organiza la Federación del Rodeo Chileno y atrae a una gran cantidad de aficionados de todo Chile.
Popularmente es conocido como el «Champion de Chile» y lo disputan las mejores «colleras» de la temporada. Para clasificar a este campeonato los jinetes deben ganar al menos un rodeo en la temporada y obtener un mínimo de 15 puntos en la misma temporada. Con estos dos requisitos las «colleras» clasifican a los distintos rodeos clasificatorios y los ganadores clasifican finalmente al campeonato.
Este campeonato se ha disputado desde 1949 y a partir de 1975 que se ha llevado a cabo en Rancagua —antes de esta fecha, se disputaba en distintas ciudades a lo largo de Chile—. El jinete más laureado en este campeonato es Juan Carlos Loaiza, con nueve títulos nacionales. Lo siguen Eduardo Tamayo y Ramón Cardemil, ambos con siete títulos.
En el Campeonato Nacional de Rodeo de 2000, la Federación del Rodeo Chileno premió a los «mejores del siglo XX». Conmemoró a los mejores jinetes, potros, caballos y yeguas. Los jinetes premiados fueron Ramón Cardemil, Ricardo de la Fuente y Juan Segundo Zúñiga.

### Últimos campeones nacionales de Chile
Esta es una lista con las últimas «colleras» campeonas de Chile.
| Año  | Jinetes                                      | Jinetes                                      | Puntaje |  |
| ---- | -------------------------------------------- | -------------------------------------------- | ------- |  |
| 2025 | Gustavo Valdebenito                          | Felipe Garcés                                | 32      |  |
| 2024 | Luis Huenchul                                | Felipe Undurraga                             | 41      |  |
| 2023 | Cristóbal Cortina                            | Gonzalo Abarca                               | 42      |  |
| 2022 | Luis Eduardo Cortés                          | Alfredo Moreno                               | 41      |  |
| 2021 | Pablo Pino                                   | Diego Tamayo                                 | 35      |  |
| 2020 | Suspendido debido a la pandemia del COVID-19 | Suspendido debido a la pandemia del COVID-19 |         |  |
| 2019 | Pablo Aninat                                 | Alfredo Díaz                                 | 40      |  |
| 2018 | Gustavo Valdebenito                          | Cristóbal Cortina                            | 37      |  |
| 2017 | Juan Antonio Rehbein                         | Bruno Rehbein                                | 40      |  |
| 2016 | José Tomás Meza                              | José Manuel Pozo                             | 41      |  |
| 2015 | Luis Ignacio Urrutia                         | Juan Ignacio Meza                            | 37      |  |
| 2014 | Juan Carlos Loaiza                           | Eduardo Tamayo                               | 38      |  |
| 2013 | Gustavo Valdebenito                          | Luis Fernando Corvalán                       | 36      |  |
| 2012 | Juan Carlos Loaiza                           | Eduardo Tamayo                               | 37      |  |
| 2011 | Germán Varela                                | Pedro Pablo Vergara                          | 35      |  |
| 2010 | Cristóbal Cortina                            | Víctor Vergara                               | 36      |  |

### Jinetes con más títulos
Esta lista contiene a todos los jinetes que han sido campeones en tres o más oportunidades.
| Jinete           | Jinete               | Títulos | Subcampeón | Tercero | Años campeón                                         |
| ---------------- | -------------------- | ------- | ---------- | ------- | ---------------------------------------------------- |
| Bandera de Chile | Juan Carlos Loaiza   | 9       | 6          | 5       | 1987, 1988, 1994, 2000, 2001, 2002, 2007, 2012, 2014 |
| Bandera de Chile | Eduardo Tamayo       | 7       | 6          | 5       | 1977, 1994, 2000, 2002, 2007, 2012, 2014             |
| Bandera de Chile | Ramón Cardemil       | 7       | 1          | 4       | 1962, 1963, 1965, 1967, 1968, 1973, 1981             |
| Bandera de Chile | Ruperto Valderrama   | 5       | 0          | 1       | 1962, 1963, 1965, 1967, 1968                         |
| Bandera de Chile | Hugo Cardemil        | 4       | 5          | 0       | 1986, 1990, 1991, 1993                               |
| Bandera de Chile | Gustavo Valdebenito  | 3       | 5          | 1       | 2013, 2018, 2025                                     |
| Bandera de Chile | Ricardo de la Fuente | 3       | 4          | 6       | 1972, 1979, 1980                                     |
| Bandera de Chile | René Urzúa           | 3       | 1          | 3       | 1952, 1953, 1957                                     |
| Bandera de Chile | Jesús Bustamante     | 3       | 1          | 2       | 1974, 1989, 1992                                     |
| Bandera de Chile | José Astaburuaga     | 3       | 1          | 1       | 1990, 1991, 1993                                     |
| Bandera de Chile | Cristóbal Cortina    | 3       | 1          | 1       | 2010, 2018, 2023                                     |
| Bandera de Chile | Abelino Mora         | 3       | 1          | 0       | 1956, 1961, 1966                                     |
| Bandera de Chile | René Guzmán          | 3       | 0          | 0       | 1982, 1995, 1996                                     |

## Rodeo femenino
Durante muchos años el rodeo fue una actividad exclusiva para los varones. Las mujeres participaban en los rodeos en distintas funciones administrativas, pero jamás entraban a correr a la medialuna. Esta situación comenzó a cambiar recién a finales de la década de 1990 cuando las mujeres fueron aceptadas a participar en las Pruebas Ecuestres Chilenas (PECH). Tiempo después las mujeres se siguieron organizando y exigiendo cada vez más que fueran incluidas en el movimiento de la rienda y en los rodeos, creando distintas organizaciones.
Es así como en 2003 la Federación del Rodeo Chileno autorizó la participación femenina en el movimiento de la rienda y dos años más tarde, con la realización del Campeonato Nacional de Rodeo de 2005, se realizó el primer campeonato nacional de movimiento de la rienda femenino, evento que fue ganado por la amazona Romané Soto en «Plebiscito» con 57 puntos.
A pesar de que el movimiento de la rienda femenino se masificó después de su autorización, la Federación del Rodeo Chileno no se decidía a abolir el artículo 181 de su reglamento que decía que las corridas de vacas solo pueden ser una competencia de varones. El 12 de octubre de 2009 se realizó el primer rodeo promocional femenino en la medialuna Santa Filomena de Colina. Este evento contó con la presencia de más de tres mil espectadores y fue un gran evento mediático que congregó a treinta «colleras». En el año del Bicentenario de Chile (2010), bajo el gobierno del presidente Sebastián Piñera se abolió el artículo 181 y se permitió que las mujeres disputen rodeos federados en igual condiciones que los hombres. En el Campeonato Nacional de Rodeo de 2012, Michelle Recart se convirtió en la primera mujer en clasificar a la Serie de Campeones de un Campeonato Nacional de Rodeo.
La Federación Nacional de Rodeos y Clubes de Huasos de Chile, ente reguladora del rodeo laboral, fue la primera federación que permitió que las mujeres corran en los rodeos. En la final del Campeonato Nacional Laboral de 2009 Helia Álvarez se convirtió en la primera mujer en la historia en ser campeona de Chile, alcanzando el título junto con Patricio Arce y montando a «Limosnero» y «Kadafi». La FECHIR (Federación Chilena de Rodeo), también permite que las mujeres participen en forma oficial, tanto en las corridas como en movimiento a la rienda y otros deportes ecuestres.
En 2023 la Federación Deportiva Nacional del Rodeo Chileno aprobó la implementación de la Serie Femenina en los rodeos, la cual tiene características de un rodeo libre.

## Tradiciones
El rodeo no es solo un deporte sino también es una fiesta, donde se reúnen los amigos y familiares. Se realiza normalmente los fines de semana y viene acompañado de diferentes actividades como ferias artesanales, exposiciones de caballos, juegos criollos chilenos, carreras a la chilena, y domaduras, entre otros.
La ramada es el lugar principal donde se lleva a cabo la fiesta. Generalmente en este lugar anima la fiesta un grupo musical que hace bailar al público con la cueca. Aquí también se pueden degustar las comidas típicas chilenas, como la cazuela, el asado, el pastel de choclo, humitas, empanadas, etc. En cuanto beber, lo más popular es el vino, el pisco, chicha, ponche y borgoña. A pesar de que se realizan rodeos durante todo el año, es en los tiempos de Fiestas Patrias cuando este deporte se practica masivamente, ya que a lo largo de los años se ha considerado al rodeo como símbolo de chilenidad.
En cada rodeo se elige la reina del rodeo, el día sábado se postulan las candidatas y luego el domingo se elige a la ganadora. La elegida por tradición debe bailar cueca con los ganadores y también debe dar un paseo al anca del caballo.
Estas características hacen que el rodeo sea considerado el deporte ecuestre chileno por excelencia.

## Protagonistas del rodeo
Para que se efectúe un rodeo debe haber una serie de elementos como el público, los auspiciadores, el jurado, el secretario, los capataces, etc. Pero hay tres protagonistas que sin su presencia sería imposible realizar un rodeo, ellos son los jinetes, los caballos y los novillos. En Chile, según datos proporcionados por la Federación del Rodeo Chileno para el año 2020,  el rodeo agrupa a más de 2 millones de personas al año y genera más de cien mil fuentes laborales directas, totalizando el 1,3% de la
fuerza laboral del país.

### Los jinetes

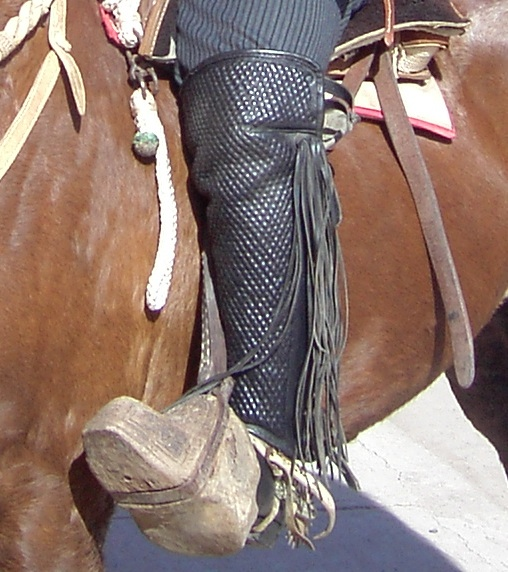
Aperos de huaso necesarios para el rodeo.

Los jinetes del rodeo chileno se visten a la manera tradicional de los huaso, quienes son los tradicionales campesinos ganaderos del Valle Central de Chile. Los jinetes deben llevar el atuendo completo que se considera propio del huaso en ocasiones festivas. Esta vestimenta consiste en un sombrero de paño (época fría) o una chupalla para épocas más calurosas. Esta última es un sombrero artesanal hecho de paja de trigo o teatina torcida y trenzada; una manta de huaso o chamanto que es una de la más originales características y definidoras prendas de vestir del huaso; una chaqueta corta que va debajo de la manta, zapatos de huaso angosto y con tacón, similar al botín andaluz, un pantalón recto y un cinturón ancho, que, eventualmente, puede ser cubierto por una faja roja. Esta vestimenta protege mucho al huaso del frío y por reglamento debe usarse en los rodeos incluso en los meses de verano. Existen mantas y chamantos de lana o de hilo cuyo uso dependerá del clima reinante. La manta se diferencia del chamanto en que la primera tiene sus campos de colores lisos y el segundo es reversible y laboreado, es decir, incluye figuras o dibujos básicos. El resto de la vestimenta del jinete consiste en las botas corraleras o pierneras (a modo de polainas) y las espuelas de grandes rodajas sujetas al zapato por los «piales» (correas) y montadas sobre «taloneras».
Existen jinetes profesionales y amateur. Los profesionales han ido en franco aumento y son aquellos que defienden a un criadero o a un corral y reciben un sueldo. El resto de los jinetes no son profesionales y participan en rodeos solo por propia satisfacción, algunos poseen recursos para criar o comprar caballos y aperos, y otros, que son la mayoría, poseen menos recursos y menos caballos y se las arreglan de distintas formas para practicar el rodeo.

### Los caballos

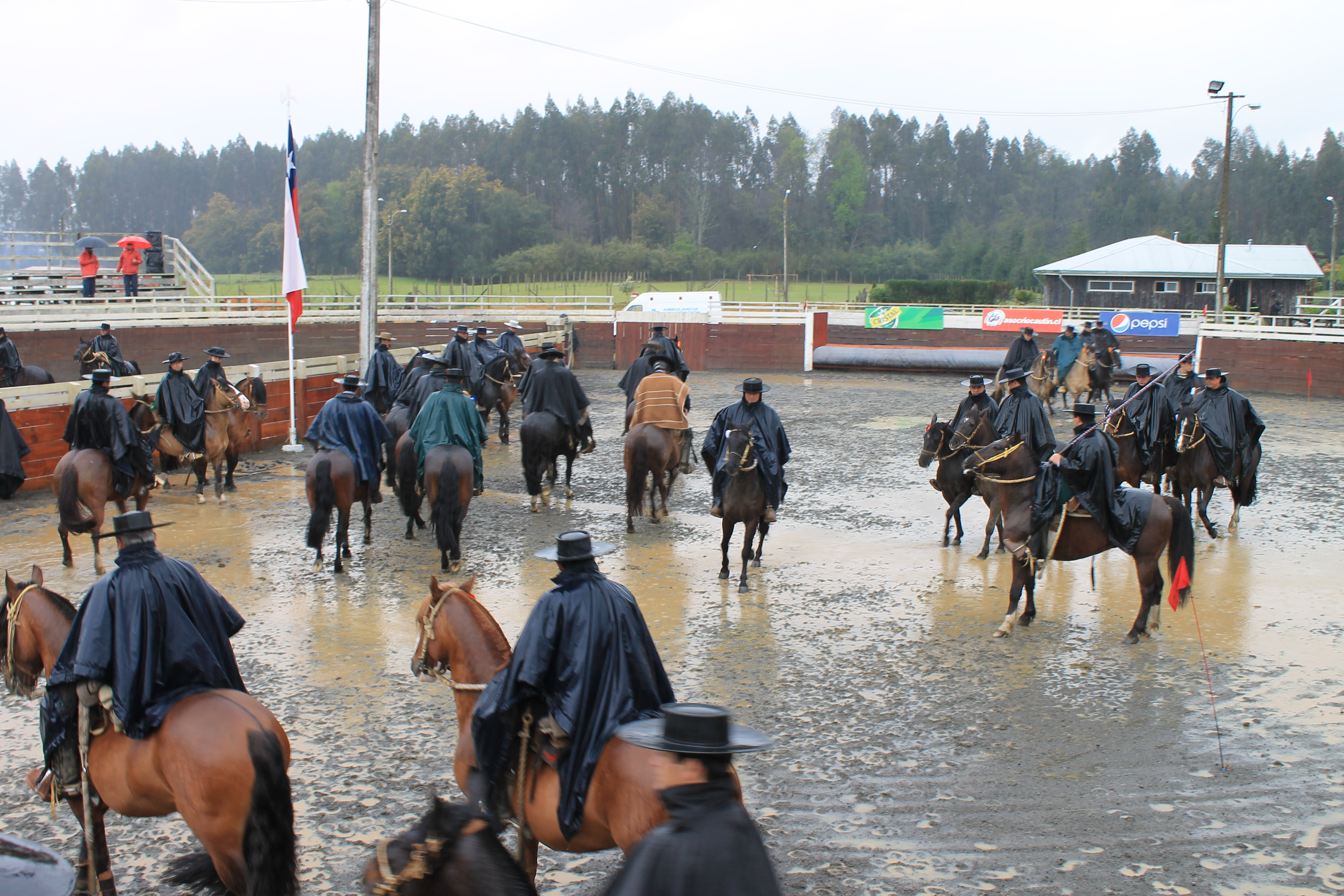
Disputa de un rodeo en Loncoche.

Los caballos utilizados para la práctica del rodeo son caballos chilenos, que es una raza de caballos originada en Chile. En los rodeos federados (por la Federación del Rodeo Chileno), los caballos deben estar inscritos en la Federación Criadores de Caballos Raza Chilena y deben ser auténticamente de raza chilena. El caballo chileno fue registrado en 1893, lo que lo convierte en la raza con registro más antiguo en América del Sur, teniendo también el tercer registro más antiguo en todo el Hemisferio Occidental. A partir de 2011, mediante decreto supremo, esta raza de caballos fue declarada Monumento natural chileno.
En todos los rodeos, antes de disputarse la final, se elige al «sello de raza», que es el caballo que posee la mayor pureza racial y que más cumpla con las características del caballo chileno. Para elegir al sello de raza los jurados realizan una evaluación de los rasgos principales en el aspecto zoológico y pueden elegir precandidatos, que normalmente son tres, y dentro de ellos se elige solo a uno.

### El novillo
El ganado utilizado en los rodeos son novillos de 350 a 500 kilos. Lo reglamentado es que un novillo corra solamente una vez en un rodeo para que no rehúse y no oponga dificultades a las «colleras». En los rodeos oficiales los novillos son corridos en solo una oportunidad. Los pelajes del animal pueden ser negros, overos, negros con manchas blancas y colorados. El puntaje de los corredores depende de la zona del novillo donde se produce la atajada, puede ser de 0 a 4 puntos, si el jinete le hace daño directamente con las perissodactyla del caballo al novillo o lo golpea con sus manos y/o artefactos causándole lesiones o heridas al novillo, este es penalizado o simplemente descalificado.
La Federación del Rodeo Chileno protege a los animales a través de su política de bienestar animal, que tiene como objetivo proteger el bienestar de los animales en los rodeos, asegurando que los actores involucrados sean conscientes de sus responsabilidades con los animales. El rodeo en su conjunto trabaja por el bienestar animal; sus participantes deben preocuparse por el cuidado de los animales, constituyéndose como sus defensores. Los jinetes y/o trabajadores en general en un rodeo que no cumplan con el manual de bienestar animal se atienen a diversas sanciones, establecidas en estrictos reglamentos. Todos los animales que participan en un rodeo deben recibir los cuidados en términos de espacio, alimentación, hidratación y atención médica veterinaria en forma oportuna y de calidad. Después de correr retorna a su lugar de origen, al campo o faena ganadera desde donde fue transportado hacia el rodeo, para continuar su proceso de engorda.

## Jerga corralera
Existen una serie de dichos en el rodeo. Son palabras relacionadas con este deporte y que resultan difíciles de entender para una persona que asiste por primera vez a un rodeo. Algunos de los términos más usados en el rodeo son:
- Collera: es una dupla integrada por dos caballos y dos jinetes (dos binomios).[362]
- Manco: es el caballo,[363] también llamado «pingo».[360][364]
- Atajar: detener al novillo en la zona de las atajadas.[360]
- Tijera: cuando un novillo se devuelve y pasa por el medio de la collera.[365] Este movimiento está penalizado con un punto malo.[129][360]
- Huacho: se le llama huacho al novillo o toro.[360]
- Novillo del silencio: es una ceremonia en la cual se arrea un novillo en memoria de jinetes y personas relacionadas al rodeo que han fallecido.[360][366]
- Guateado: significa que el caballo va derecho y no puede atajar al novillo en forma correcta.[367] También se les llama así a los jinetes malos para el rodeo.[368]
- Al aguaite: es la collera que le corresponde correr inmediatamente después que la que «se prepara».[369]
- Se preparan: es la collera que debe estar atenta para partir, ya que viene a continuación de la pareja que está «a la puerta».[360]
- A la puerta: es la collera que corre inmediatamente después de la que está corriendo.[360]
- Carrera corrida: es el resultado de una corrida.[360]
- Pasar a piño: es una expresión que se utiliza cuando el novillo se zafa de la atajada de la collera,[370] entra al apiñadero y se penalizan dos puntos malos.[360]
- Animal: son los periodos de un rodeo.[371] Cada rodeo tiene cuatro animales o toros, así como el fútbol tiene dos tiempos.[372]
- Raspada: es cuando no se puede realizar una atajada sino que solo se pasa a llevar al novillo.[373] La raspada tiene un valor de cero puntos.[374]
- Atajada grande: atajada de cuatro puntos.[375]
- Línea de postura: ubicada antes de las atajadas,[376] señala el lugar en donde el caballo debe poner sus dos pechos sobre el toro.[377]
- Esa collera quiere camión: collera de bajo nivel,[378] que debe irse del rodeo.[379]
- Encanchar: correr al novillo por la cancha y no pegado a las tablas de la medialuna.[380]
- Salir a la mano de adelante: es el binomio que primero debe atajar y después arrear.[379]
- Salir a la mano de atrás: es el binomio que primero debe arrear y después atajar.[379]
- Caballo derecho: si a partir de la línea de postura el caballo deja ver, a lo menos, uno de los pechos, anulando la atajada.[379]
- Caballo abierto: si a partir de la línea de postura el caballo se separa del novillo, anulando la atajada.[379]
- Champion: es la final de un rodeo que se disputan los días domingos.[381] Su nombre oficial es Serie de Campeones pero popularmente se le llama Champion.[129]

## Internacionalización
Durante la década de 1990 el rodeo se comenzó a disputar en Argentina, sobre todo en la Provincia de Mendoza. En 1993 se construye la primera medialuna en territorio argentino, específicamente en la localidad de Tunuyán, posteriormente los jinetes argentinos son invitados a participar al Campeonato Nacional de Chile. En enero de 2018 se firma un convenio entre la Federación del Rodeo Chileno y la Asociación de Rodeo de Cuyo, en donde se oficializa la participación de jinetes cuyanos en Chile y corraleros chilenos en rodeos cuyanos bajo el mismo reglamento deportivo. En el último tiempo se han creado un importante número de medialunas en aquel país y es un deporte que cada día gana más seguidores. En Argentina este deporte es conocido como rodeo cuyano y la diferencia es que los jinetes visten el traje tradicional de un gaucho, personaje típico e histórico de las zonas rurales argentinas. En Uruguay también ha crecido el interés por los jinetes de practicar este deporte.
En el año 2005 se efectuó el primer Campeonato Internacional de Rodeo, disputado en Argentina y ganado por los jinetes chilenos Luis Eduardo Cortés y José Urrutia. En 2003 el jinete Alfonso Navarro obtuvo el título de campeón en la tradicional prueba del Freno de Oro, disputada en Brasil, a la cual asisten representantes de distintos países del Cono Sur y Brasil, quienes disputan distintas pruebas sobre caballos criollos.
El 1 de mayo de 2009, en el marco de la Expo FICCC 2009, la exposición de caballos criollos más importante de Latinoamérica, se disputó un rodeo chileno en Esteio, Porto Alegre, Brasil. Para esa oportunidad se construyó una medialuna en Esteio y asistió gran cantidad de público al evento. La serie de campeones fue ganada por José Astaburuaga y Alfredo Moreno, quienes fueron ovacionados por criollistas brasileños, argentinos, uruguayos y paraguayos.

## Debate

### Críticas
Esta práctica ha sido criticada por diversas agrupaciones nacionales pro-derecho animal debido al trato que se les da a los animales, así como las «atajadas» que estos reciben en la práctica del rodeo. Estas agrupaciones protestan en contra de este deporte y rechazan la calidad de deporte nacional que se le ha otorgado. Durante el Campeonato Nacional de Rodeo de 2006 un grupo de 40 personas aproximadamente protestaron fuera de la Medialuna Monumental de Rancagua en contra de este campeonato y también en contra de la práctica del rodeo en Chile.
Los grupos y personas que critican el rodeo chileno argumentan que los animales reciben daños y son sometidos a hostigamiento innecesario, pues el rodeo implica frenar a un novillo en carrera, embistiéndolo contra una barrera paralela a su dirección de desplazamiento, por lo que las lesiones en el animal serían relativamente inevitables. Los detractores también centran su rechazo en el uso de picanas eléctricas, utilizadas para incitar a los vacunos que se desploman o no entran en fuga, a pesar de que su uso se encuentra regulado y autorizado por el Servicio Agrícola Ganadero (SAG).
En 2010 un grupo de activistas defensores de los derechos de los animales ingresó a una medialuna para interrumpir un rodeo a modo de protesta. Los huasos que participaban en el evento los agredieron, y una joven de 17 años fue golpeada, laceada y arrastrada fuera del lugar mientras el locutor azuzaba a los jinetes para que los sacaran. No hubo condenas judiciales por el acto y se sancionó internamente al autor por más de un año. La Federación de Rodeo elaboró un nuevo reglamento acerca de cómo reaccionar ante la irrupción de activistas durante el desarrollo de un rodeo.
A su vez, el 29 de marzo de 2012 tres activistas y defensores de los derechos de los animales, saltaron desde el público para exigir la abolición al rodeo, lugar donde se desarrollaba el Campeonato Nacional de Rodeo. La audiencia se llevó a cabo en el Juzgado de Garantía de Rancagua el día 15 de noviembre, tras una investigación de «desórdenes públicos».
Activistas de la misma asociación, el año 2011 fueron enfrentados jurídicamente por la Federación Nacional de Rodeo quienes se querellaron contra otros tres activistas por realizar un salto a la Medialuna Monumental de Rancagua. En esa oportunidad, se tomaron medidas precautorias ya que se determinó que los activistas no podrían acercarse durante un año a la medialuna, y deberían mantener una conducta ejemplar durante el lapso de un año, de otra manera se volvería a abrir el caso.
En agosto de 2016, el alcalde de Recoleta, Daniel Jadue, levantó una orden para penalizar cualquier clase de espectáculo en que se vea involucrado algún ser viviente que corra riesgo de sufrir algún daño, entre los que están los circos con animales y el rodeo. Esto, pese a que la comuna no cuenta con ninguna medialuna. Posteriormente, en Ñuñoa se levantó una orden similar contra el rodeo, de momento, temporal, para resolverse si se va a extender indefinida o permanentemente. Ello ha abierto una serie de debates sobre la prohibición de lo que muchos consideran como tradición. En 2018, la Contraloría General de la República de Chile dictaminó: «No procede que una ordenanza municipal prohíba el ejercicio de una actividad deportiva reconocida expresamente por el ordenamiento jurídico como es el rodeo, pues ello significa una discriminación arbitraria y que contraviene el principio de legalidad».

### Defensa
Por su parte, la Federación del Rodeo Chileno argumenta que los animales no reciben daño, ya que la proporción de peso es similar entre un novillo y un caballo, y en cada carrera participa un solo novillo, que corre una vez en su vida por menos de cinco minutos. Estima que sus críticos son personas que en su gran mayoría están influenciados por informaciones interesadas y parciales provenientes de grupos animalistas extremos de menor representación. La Federación ha cambiado algunas reglas para proteger al animal, como poner puntos negativos a quien sea sorprendido golpeando a un animal o detenerlo fuera de la quincha. La «atajada» cumple con el mismo objetivo que el «placaje», presente en deportes similares al rugby, que consiste en detener la carrera del rival mediante contacto físico.
Algunos aficionados aceptan que originalmente, hasta la reglamentación en la década de 1960, el rodeo chileno era una práctica cruenta, en la que existía cierta «brutalidad». Una jornada de competencia podía terminar con entre 10 y 15 novillos con quebraduras, pues era habitual utilizar el recurso de «atajar abierto» o «de machetazo», ante la impasibilidad de jurados con poca preparación. Por otro lado se abusaba del uso de las espuelas, por lo que los caballos terminaban las rondas sangrando excesivamente. Estas situaciones, sumadas a que era considerado aceptable cierto nivel de ebriedad en los jinetes, originaron un creciente desprestigio de la actividad durante la década de 1950, cuando el público comenzó a rechazarla y los ganaderos se volvieron renuentes a prestar sus vacunos para que fueran corridos. Pero, según los cultores, con la implementación del reglamento y la creciente preparación de los jueces, se superaron estos problemas durante las décadas siguientes.
En 2014, el exministro de la dictadura militar y especialista en rodeo Alberto Cardemil consideró que eran suposiciones de maltrato originadas por antichilenismo, ya que sus opositores en general tienen sesgo cosmopolita, son profanos respecto a este deporte y les molesta la representación histórica del huaso relacionada con autoritarismo, pero él quiere a los animales al vivir de ellos y no es la fuerza del choque lo que vale, sino la técnica con que se ataja al novillo, habiéndose tomado medidas para no golpearlo y debe seguir mejorándose, junto con el resguardo del caballo.